# Lijst van Nederlandse plantages in Berbice, Demerarij en Essequebo

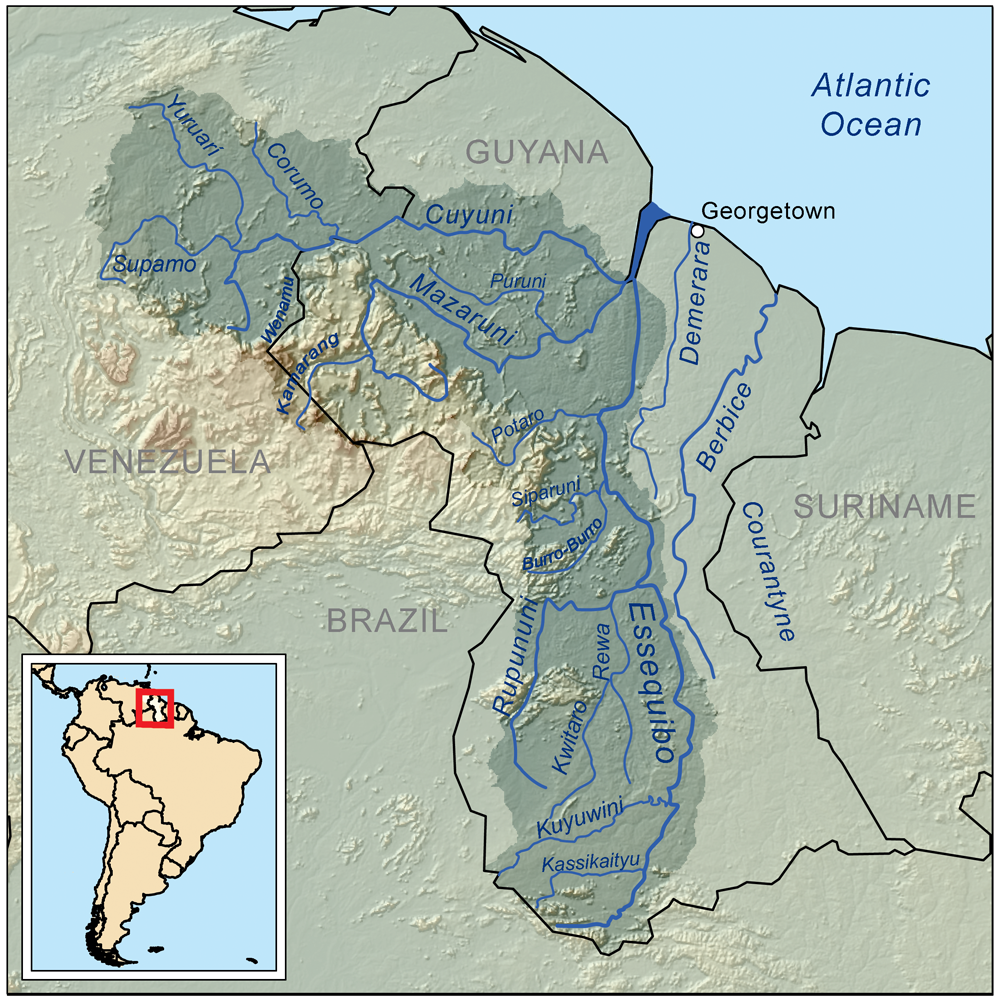
Het rivierenlandschap

De lijst van Nederlandse plantages in Berbice, Demerarij en Essequebo betreft alle plantages in de voormalige Nederlandse koloniën Berbice, Demerarij en Essequebo met Nederlandse eigenaren en/of hypotheekhouders in het jaar 1818. 
De drie kolonies aan de noordkust van Zuid-Amerika maakten onderdeel uit van Nederlands-Guiana, maar behoorden vanaf 1803 toe aan Brits-Guiana. De Nederlandse plantage-eigenaren zijn echter niet onteigend geworden. De Nederlandse belangen bleven derhalve groot. Dit overzicht geeft de situatie weer volgens opgave van de Nederlandse overheid aan de Engelsen in 1819. In de loop der tijd zijn de plantages vanzelfsprekend wel eens veranderd van omvang, eigenaar of van naam (mede door samenvoegingen).
De plantages waren voornamelijk gelegen langs de gelijknamige (hoofd)waterwegen Essequibo (rivier), Demerara (rivier), Berbice (rivier) en aan de Atlantische kust.

## Geschiedenis

### Kolonisatie
In Essequebo stichten Zeeuwen in de periode 1591–1625 handelsposten die uitgroeiden tot de landbouwnederzetting Nova Zeelandia of Zelandia Nova. In Demerara worden pas plantages aangelegd rond 1740, maar het ontwikkelde zich snel onder invloed van Britse kolonisten die uitgeputte gronden in de Caraïbische eilanden ontvluchtten. Gouverneur Laurens Storm van 's Gravesande stond in 1752 vrije vestiging in Demarary toe, hetgeen veel Engelse en Schotse plantagehouders aantrok. De kolonie Berbice werd vervolgens ook geopend voor vrije vestiging.
In 1789 werden Demerara en Essequebo samengevoegd tot één bestuurlijke eenheid met als hoofdplaats Stabroek, het latere Georgetown. Berbice, voornamelijk een nederzetting rond Fort Nassau, bleef een zelfstandige bestuurlijke eenheid en was lange tijd particulier bezit van de Sociëteit van Berbice. In 1815 was de grens tussen Berbice en Suriname nog altijd niet officieel vastgelegd. Op kaarten uit die tijd is de grens Devil’s Creek, halverwege Nieuw-Amsterdam en de Corantijn-rivier. 
De plantage-economie werd gestimuleerd door handelshuizen in voornamelijk Amsterdam en Middelburg. Voor de aankoop van slaafgemaakten en andere investeringen gaven eigenaren hun plantages bij hen in onderpand. Rente en aflossing voor de leningen betaalden zij in de vorm van producten, zoals rietsuiker, koffie en katoen. Uit onderzoek blijkt dat Nederlands krediet veel omvangrijker was dan eerder werd gedacht. Feitelijk maakten duizenden investeerders de groei van slavernij in Guyana mede mogelijk. Tussen 1770 en 1820 bedroeg deze groei in Guyana 100.000 personen - tegen 50.000 personen in Suriname - met als gevolg grotere landbouwproductie, groei van uitvoer van producten, en groei in aantal en omvang van plantages.

### Overdracht kolonie
De Vrede van Parijs van 30 mei 1814, maakte een einde aan het Napoleontische tijdperk. Engeland en Nederland kwamen kort daarop overeen dat de Nederlandse koloniën die vanaf 1795 tot 1802, en daarna weer vanaf 1803, onder Engels gezag hadden gestaan aan de Nederlanders teruggegeven zouden worden met uitzondering van Kaap de Goede Hoop, Essequebo, Demerary en Berbice. De plantages in deze gebieden zijn echter nooit onteigend geworden door de Engelsen. Nederlandse wetten, koloniale reglementen, en instituties bleven nog lange tijd van kracht. Nederlandse crediteuren bleven ook betrokken bij de financiering van de slavernij in respectievelijk Essequebo, Demerary en Berbice.

### Plantage-inventarisatie
Nederland overhandigde in 1819 een overzicht aan Engeland met alle namen en woonplaatsen van in Nederland wonende plantage-eigenaren en lijsten met alle hypotheken verstrekt door Nederlandse onderdanen. Deze plantage-inventarisatie van 1818, opgeslagen in het Engelse Nationale Archief, geeft inzicht in de familiale en zakelijke dwarsverbanden in de koloniën. Ook laat het de verwevenheid zien tussen bestuurders en kolonisten en tussen adellijke, bestuurlijke en zakelijke elites in Nederland.
Met de Slavery Abolition Act schaften de Engelsen in 1833 de slavernij af in haar koloniën. Alle plantage-eigenaren werden hierbij schadeloos gesteld, tenminste wanneer zij een claim indienden bij de Britse overheid. Uiteraard deden ook de Nederlandse crediteuren, eigenaren van plantages en hun rechtsopvolgers dit. Zij ontvingen ongeveer 10-12 miljoen gulden aan Britse compensatiegelden. De geëmancipeerde slaven moesten evenwel nog vijf jaar in zogeheten apprenticeship; een 'leerperiode' van verplichte tewerkstelling. Dit is enigszins vergelijkbaar met de periode van staatstoezicht voor de Surinaamse geëmancipeerden die Nederland instelde in 1863.
Nota bene: Volgens het Britse Centre for the Study of the Legacies of British Slavery kende Berbice in totaal 162 plantages, Demerara en Essequibo tezamen 362 plantages. In totaal dus 524 plantages. Er waren dus aanzienlijk meer plantages dan vermeld in deze lijst. Eén daarvan was plantage Lelienburgh, waar in 1763 de slavenopstand van Berbice begon. Deze plantage is daarna verlaten.

## Plantages met Nederlandse belangen

### Berbice
- Anna Clementia
- Den Arend & La Tranquilité
- Bellevue
- Bleyendaal / Bleijendaal
- Bloemhof
- De Bestendigheid
- Bel-Air
- Büse’s Lust
- De Catoenboom / Katoenboom
- Cornelia Agnetha, zie Stephanus Lust
- Cruijsburg
- De Dageraad, eigenaar Sociëteit van Berbice
- Dankbaarheid, eigenaar Sociëteit van Berbice
- De Drie Gezusters, zie De Bestendigheid
- Essendam & Sans Souci
- De Gebroeders
- La D.
- De Eduard, zie Speculatie
- L’Espérance
- La Fraternité
- Gelderland, later onderdeel Blairmont Estate
- Goed Banannenland
- Goedland (voorheen: Oost Friesland)
- De Goudmijn, zie Nooitgedacht
- De Gebroeders, zie De Catoenboom
- 's-Gravenhage
- Graubunderland
- De Herstelder
- De Hoop
- Op Hoop van Beter
- Ithaca
- Johanna Jacoba
- De Kinderen
- De Liefde
- Lovely Lass, zie Golden Grove
- Maria Germania
- Middelburgs Welvaren
- Maria Agnès
- Nooit Gedacht
- Nomen Nescio
- Nieuwe Hoop
- De Nieuwe Vigilantie
- Overijssel
- Philadelphia
- Planters Welvaren
- La Prudence
- De Resolutie
- Rotterdam
- Ruijmzigt
- Sans Souci, zie Essendam
- Schepmoed
- Schumachers Lust
- Speculatie & De Eduard
- St. Jan / Johanna, eigenaar Sociëteit van Berbice[8]
- Stephanus Lust & Cornelia Agnetha (voorheen: Stephanus Lust & Saints Lust)
- De Standvastigheid
- Tijd en Vlijt
- La Tranquilité, zie Den Arend
- Uitvlugt
- Utile & Paisable, later onderdeel Blairmont Estate
- De Vigilantie & Wijngaards Lust
- Vrede en Vriendschap, zie Nooit Gedacht
- Vriendschap & Drie Gezusters
- De Vrijheid
- Vrijmans Erven
- De Vrouw Johanna
- De Waakzaamheid
- Woordtsburg
- Wijngaards Lust, zie De Vigilantie
- Zuijd Holland
- Zandvoort / Sandvoort, eigenaar Sociëteit van Berbice
- Zorg doch met Vergenoegen, zie Graubunderland
- Zorg en Hoop

### Demerarij
- Den Amstel
- Anna Catharina
- L'Amitié of: Friendship
- Beausejour en Middlesex
- Beeterhoop
- Belle Vue
- De Betere Verwachting
- Le Bienfait & De Jealousij
- Blankenburg
- La Bourgade
- Bremen (voorheen: Berlijns Welvaren)
- Cell’s Borough
- Cornelia Ida
- Cummings Lodge
- The Covent Garden
- De Dankbaarheid
- Edenburg
- Elisabeth Hall
- The Farm
- Free & Easy
- The Garden of Eden
- Goed Fortuin
- De Goede Intentie
- De Goede Verwachting
- Golden Grove
- Georgia
- Groeneveld bevat Soesdyke
- De Groote Diamant
- Den Haag
- De Halve Conchergie
- Den Heuvel
- De Helena
- Hermitage
- De Herstelling & Jardin de France
- L'Heureuse Aventure
- Het Hof van Holland
- 't Huis te Coevorden
- La Jeanette
- Klein Poederoijen / Pouderoijen
- Leonora
- Leliendaal
- Land Canaan
- Met en Meerzorgen
- Malgré Tout
- The Morning Star / De Morgenster
- Middlesex, zie Beausejour
- Meerzorg
- Mon Repos
- Mindenburg
- Marienburg
- Nieuwen Aanleg, zie Vlissengen
- Nieuw Oranje Nassau[9]
- Nismes
- La Nouvelle Flandres
- Nieuw Beehive
- Noolens Zuijl
- L'Oratoir
- Zelden Rust
- Oud Duinenburg
- La Penitence
- Petershall
- Potosie
- Parica
- De Paarl
- Plaisance
- Princes Carolina
- La Retraite
- Recess
- La Resouvenir
- Regt door Zee
- Le Reduit
- Reinestein
- Respect
- Le Repentir
- Ruimveld
- Sophia
- Strik en Heuvel
- Swaenen Schutz
- Sage Pond
- Toevlugt
- De Thomas
- Velserhoofd
- Vlissengen en den Nieuwen aanleg, later onderdeel Georgetown
- De Vriendschap
- Vreed en Hoop
- Vriesland
- Vrede en Rust
- Het Vergenoegen
- Wallers Delight
- Werk en Rust
- Zelden Rust, zie L'Oratoir
- Zorg en Hoop
- Zeelucht / Zeelugt / Zeelught

### Essequebo
- Abrahams Zuijl
- Adventure
- Amersfoord
- Anna Regina
- Bathchelois Adventure / Bachelors Adventure
- Bellefield
- Caledonia (voorheen: Zeezigt)
- De Catharina
- Concordia
- Dageraad & Mocca / Mocha
- Domburg
- Doornhaag
- Doornsvrede
- De Elizabeth
- De Gedachtenis / Gedagtenis
- De Goede Hoop
- De Graaflijkheid
- Hamburgh
- Hibornia
- Hoop en Vrees
- Klein Parijs
- L'Union
- De Liefde
- Maria Elizabeth
- Maria Johanna
- Mocha, Mocca
- Nieuw Sint Christoffel
- Nooit Gedacht
- De Opkomst
- Philadelphia
- Le Retrieve
- Schoonhoven
- Sophia Wilhelmina
- Springarden
- De Tijd
- Tusschen de Vrienden
- De Twee Vrienden
- 't Vertrouwen
- De Vijver
- Vilvoorden
- Vrij Zee Zigt / Zicht
- De Vrouw Anna
- Westfield
- De Windsor
- De Witte Zwaan
- Zeelandia
- Zorg en Arbeid